# Aloe broomii
Aloe broomii es una especie del género Aloe cuyo hábitat natural son zonas de Sudáfrica donde crece en alturas de 1800 m s. n. m.

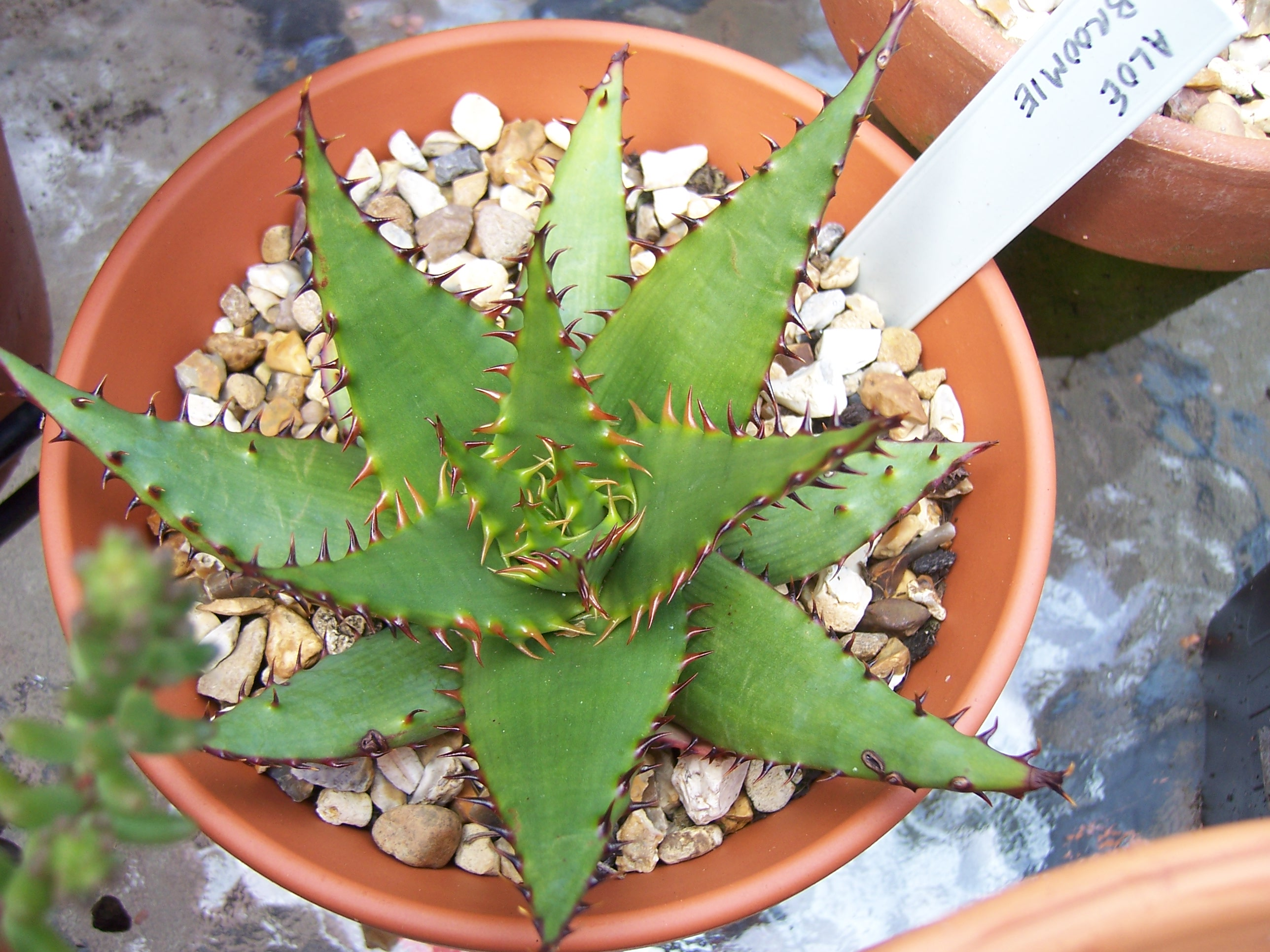
Como planta ornamental

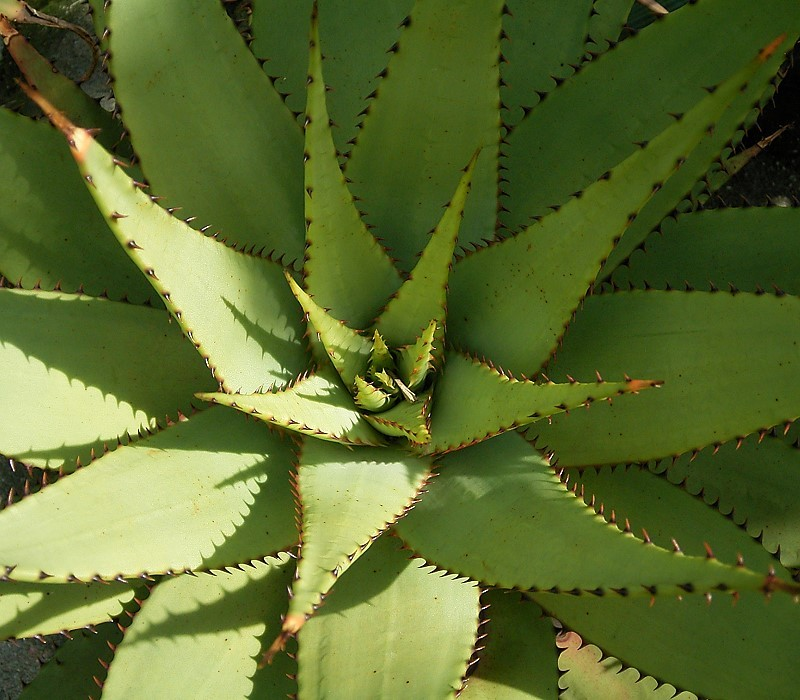
Detalle

## Características
Es una planta de áloe que alcanza los 150 cm de altura con densas rosetas de hojas y racimos como serpientes.  Las hojas son de color verde brillante a amarillo-verdoso, carnosas y con los márgenes con dientes rojizos. Las inflorescencias son uno o dos tallos erectos en cada roseta. Los racimos que alcanzan los 100 cm de altura y 70 mm de diámetro con las flores de color amarillo pálido de 25 mm de longitud.

## Distribución y hábitat
Está generalizada en Sudáfrica y Lesoto. En Sudáfrica, crece desde Beaufort West, en la Provincia Septentrional del Cabo para la Provincia del Estado Libre (que bordea el litoral enclave de Lesoto), y al sur y al este del Provincia Oriental del Cabo. Crece en las laderas rocosas de las zonas montañosas, a una altitud de entre 1000 a 2000 metros sobre el nivel del mar. Las precipitaciones en esta zona es baja, de 300 a 500 mm por año, que caen principalmente en verano.
Tiene dos variedades, la común y la variedad tarkaensis, en las dos se distinguen la presencia de grandes brácteas.

## Taxonomía
Aloe andongensis fue descrita por Johann Lukas Schönlein y publicado en Records of the Albany Museum 2: 137, en el año 1907.
Etimología
Ver: Aloe
broomii: epíteto otorgado en honor del botánico escocés Robert Broom.
Sinonimia
- Aloe broomii var. broomii
- Aloe broomii var. tarkaensis Reynolds[5][2]